# اماویل، نیو ساوت ولز
اماویل (به انگلیسی: Emmaville) یک روستا در استرالیا است که در نیو ساوت ولز واقع شده‌است.